# Оселя зла: Відплата
«Оселя зла: Відплата» (англ. Resident Evil: Retribution) — науково-фантастичний фільм 2012 року режисера Пола В. С. Андерсона, який вийшов 13 вересня 2012 року. Він є п'ятим фільмом в екранізації комп'ютерної гри Resident Evil. Фільм вийшов в прокат в звичайному форматі, в 3D та IMAX 3D.

## Сюжет
У преамбулі фільму в зворотному порядку показується напад конвертопланів Амбрелли на корабель «Аркадія», на якому врятувалися вцілілі в попередньому фільмі. Після вступних титрів події тривають. З одного з гелікоптерів спускається Джилл Валентайн, на грудях якої закріплений робот-павук. Еліс вдається застрелити пілота одного з конвертопланів, і той без управління врізається в корабель і вибухає, внаслідок чого Еліс викидає в море вибуховою хвилею.
Еліс прокидається в будинку, де її будить чоловік (Карлос Олівера), який говорить, що будильник не спрацював і їм треба швидше збиратися — йому на роботу, їх доньці (Беккі), у якої ослаблений слух — на навчання. Раптово з'являється зомбі-маджині і атакує Карлоса. Вибігши на вулицю передмістя, Еліс і Беккі намагаються врятуватися від натовпу зомбі. Розуміючи, що їм обом не врятуватися, Еліс відволікає увагу маджині і скидає його на гострі дошки сходів. Раптово з'являється її інфікований чоловік і вбиває її.
Потім Еліс прокидається на підлозі тюремної вежі-камери з логотипом Амбрелли, де її допитує Джилл. Раптово допит переривається повідомленням від системи безпеки про перезавантаження протягом двох хвилин — це робота Альберта Вескера, який зламав систему Червоної Королеви і допоміг Еліс втекти. Вийшовши з приміщення, Еліс опиняється на центральній площі Токіо. В цей час Червона Королева відновлює управління і має намір захопити або, принаймні, знищити Еліс. З динаміків гучного зв'язку транслюється повідомлення про завантаження симуляції Токіо, після чого на вулиці починається злива, з'являються люди і починається атака зомбі. Відтіснена натовпом зомбі, Еліс знову забігає у внутрішні приміщення павільйону Амбрелли, де серед розстріляного персоналу центру управління зустрічає якусь жінку в червоній сукні, в якій впізнає Аду Вонґ — оперативницю Амбрелли і одного з найкращих агентів Вескера. На екрані виникає зображення Альберта Вескера, який пояснює ситуацію: вони знаходяться в головному лабораторному корпусі корпорації «Амбрелла», розташованому на колишній базі радянських підводних човнів під льодами Камчатки. В ньому відтворені деякі квартали Токіо, Нью-Йорка, Москви та інших великих столиць для проведення експериментів з Т-вірусом шляхом симуляції епідемії в даних містах. Для звільнення Еліс він посилає невелику штурмову групу на двох снігоходах. Також Вескер повідомляє, що після звільнення його і Ади Вонґ із корпорації всім, що залишилося від «Амбрелли», керує Червона Королева, яка і віддає накази, зокрема, службі безпеки, до складу якої входять Джилл і клони Карлоса Олівера, Рейн Окампо і Джеймс Шейд («Перший»).
Штурмова група, до складу якої входить також Леон Кеннеді, мінує зовнішню частину і шахти системи вентиляції бази, виставляє на таймерах детонаторів двогодинну витримку і потрапляє всередину. Червона Королева збирається знищити супротивників і активує симуляції в павільйонах, через які просуваються назустріч один одному штурмовий загін та Еліс. На Еліс і Вонг в симуляторі Нью-Йорка нападають двоє Катів. Тікаючи, вони долають межу між полігонами і опиняються в симуляторі передмістя Раккун-Сіті. Проходячи повз один із будинків, Еліс говорить Аді, що за ними хтось спостерігає. Всередині вони виявляють труп клона Еліс, зомбі і живу Беккі-клона, яку забирають із собою. Однак на виході з будинку їх зустрічає загін служби безпеки Амбрелли: Джеймс «Перший» Шейд, Карлос Олівера і Рейн Окампо на чолі з Джилл Валентайн. Ада залишається відстрілюватися від супротивників, але в результаті потрапляє у полон, в той час як Еліс з Беккі тікають.
Долаючи симулятор Москви, групу атакують супротивники в симуляції «Чума». Загін зазнає втрат, переслідуваний натовпом озброєних солдатів-зомбі. Залишкам групи вдається прорватися з ДУМу, куди їх затис атакуючий натовп зомбі і величезний Лизун. В цей час до них на автомобілі «Роллс-Ройс» проривається Еліс, яка з боєм вивозить залишки штурмової групи. Рятуючись, вони вриваються на симуляцію станції метро «Арбатська». Діставшись до підйомника на поверхню, вони намагаються ним скористатися, але Червона Королева дистанційно відключає електрику і знову організовує атаку служби безпеки. Баррі залишається прикривати від супротивника, але в руках у Шейда і Джилл опиняється Ада Вонґ. Погрожуючи вбити її, вони вимагають від Баррі здатися. Той гине від куль, але встигає вбити Шейда влучним пострілом. Нападник Лизун забирає з собою Беккі, і Еліс йде на її виручку. Застреливши Лизуна і забравши кілька гранат, героїні потрапляють у приміщення, де на конвеєрі рухаються численні клони Еліс і Беккі; дівчинка в паніці намагається дізнатися у матері, хто є хто. В цей час Лизун нападає на пару. Еліс кидає гранати і знищує конвеєри з клонами. Відлік часу на детонаторі доходить до нуля, відбувається вибух в системі вентиляції, і всередину, змітаючи все на своєму шляху, вривається вода. Зумівши відновити подачу електроенергії, вцілілі вибираються з бази і виїжджають на снігоході. Однак крига починає тріскатись і вздиблюватись, внаслідок чого перевертається всюдихід, коли з-під льоду спливає підводний човен. З рубки виходять Джилл, Рейн і взята у заручники, зв'язана Ада Вонг. Рейн вводить собі в аорту паразита Лас-Плаґас, внаслідок чого стає практично невразливою і в сутичці вбиває Лютера і ранить Леона. В результаті сутички Еліс вдається зірвати з грудей Джилл робота-павука, через якого транслювалися накази Червоної Королеви, і та приходить до тями. Розуміючи неможливість вбити Рейн, Еліс стріляє по льоду, і Рейн падає в пробитий кулями полин. У підсумку зомбі тягнуть її на дно, а Леон звільняє Аду, яка безпорадно замерзала на льоду.
Конвертоплан забирає вцілілих і доставляє в обложений Вашингтон. В Овальному кабінеті Еліс виявляє Вескера. Він вводить їй сироватку з вірусом, повертаючи колишні здібності. Вескер говорить про необхідність застосування Еліс як зброї з метою порятунку людства і виводить її на дах, з якого видно орди зомбі, мутанти Лизуни і літаючі паразити Кіпепео, які облягають Капітолій.

## У ролях
- Мілла Йовович — Еліс
- Сієнна Гіллорі — Джилл Валентайн
- Мішель Родрігес — Рейн Окампо
- Йохан Урб — Леон Кеннеді
- Кевін Дюранд — Баррі Бертон
- Лі Бінбін — Ада Вонґ
- Одед Фер — Карлос Олівейра
- Борис Коджо — Лютер Вест
- Колін Селмон — Джеймс Шейд
- Аріана Енджініа — Беккі
- Шоун Робертс — Альберт Вескер
- Міка Накашіма — J-Pop дівчина

## Нагороди
| Нагорода               | Категорія                                | Номінанти | Результат |
| ---------------------- | ---------------------------------------- | --- | --------- |
| Canadian Screen Awards | Найкращий дизайн костюмів                | Венді Патридж | Номінація |
| Canadian Screen Awards | Найкраще досягнення в звукових ефектах   | Стівен Барден, Стів Бейн, Кевін Бенкс, Алекс Буллік та Джилл Парді                                                                  | Номінація |
| Canadian Screen Awards | Найкраще досягнення у візуальних ефектах | Денніс Верарді, Джейсон Едвард, Метт Гловер, Трей Гаррел, Лін Гарві, Джо Г'югес, Ітан Лі, Скотт Ріопел, ерік робінсон і Кайл Йонеда | Перемога  |
| Canadian Screen Awards | Золота премія                            | Фільм «Оселя зла: Відплата» | Перемога  |
| Золота малина          | Найгірша жіноча роль                     | Мілла Йовович | Номінація |

## Цікаві факти
- На 2012 рік Мілла Йовович — єдина актриса, яка знімалася в усіх п'яти фільмах.
- У фільмі присутня третя версія персонажу Мішель Родрігес. Крім «злого» і «доброго» з'являється ще й зомбі-допельгангер. Як пояснює Ада Вонг, «Амбрелла» тестує своїх клонів з різним рівнем зараження. Однак сцену було вирізано у процесі монтажу.
- Цей фільм перший, де не фігурують живі пси Цербери.
- Персонаж Беккі спочатку не мав поганого слуху. Після вдалих проб на роль була призначена Ар'яна Інженір.
- Незважаючи на те, що Карлос Олівера грає неабияку роль у сюжеті, ім'я Одеда Фера дивним чином зникло із титрів на початку.
- Всі репліки Бінбін Лі озвучила Саллі Кахіл, чиїм голосом Ада Вонґ говорить у іграх серії.
- Лас-Плаґас в серії відеоігор — паразит, який забезпечує нечутливість до болю та підвищену силу.
- В цьому фільмі вперше зустрілися Джилл та Леон.
- Незважаючи на те, що сцена із падінням Еліс у воду знаходиться на початку фільму, знімали її однією з останніх.
- Під час зйомок однієї з битв 16 акторів впали з підмостків і отримали переломи. Процес зупинився на кілька днів, а Мілла Йовович, на знак поваги, відвідала декількох постраждалих у лікарні.
- Передбачалося, що Леона гратиме Дженсен Екклз, однак у підсумку роль дісталася Йохану Урбу.
- Саундтрек для кожної частини фільму писали різні автори. У цьому ж випадку за музику відповідав дует композиторів Tomandandy, який брав участь у озвучуванні попередньої картини.
- Сцени зустрічі Ади Вонґ і Еліс у підземному офісі — переробка моменту із четвертої частини відеогри, де Леон Кеннеді зустрічається з азіаткою в особняку сім'ї Салазар.
- Під час зйомок фінальних сцен четвертої частини використовувався справжній списаний корабель. Коли прийшов час знімати наступний фільм, команда виявила, що використовуване судно було відновлено і знову введено в експлуатацію. Тому сутичку на «Аркадії» довелося знімати на спеціально сконструйованих декораціях.

## Помилки у фільмі
- Із кінчиків пальців Рейн вилітають кулі та кров, однак на снігу її слідів не видно.
- Сутичка між Еліс та зомбі в Токіо відбувається в добре освітленому коридорі з білими стінами. Героїня шматує та розстріляює ворогів і кров бризкає в усі сторони. Однак на стінах її не видно. В кінці сутички помітно тільки калюжі на підлозі.
- Коли система перезавантажується, відкривається ящик, в якому лежить одяг Еліс на весь фільм. Потім героїня йде коридором на високих підборах. Однак у деяких сценах із сутичками на ній видно взуття на невисоких підборах.
- Під час битви між Леоном, Лютером і Рейн рукавичка останнього зникає у близьких планах.
- У сцені автомобільної гонитви пошкодження на ньому з'являються і зникають між кадрами.
- Коли Еліс відкриває двері на горище, в лівому нижньому куті з'являється голова члена знімальної групи.
- Незважаючи на те, що комплекс «Амбрелла» знаходиться на Камчатці, де панує суворий арктичний клімат, герої досить комфортно почуваються у вечірніх сукнях. Штурмова група також виходить із ліфта в одних футболках.
- Під час гонитви за Лас-Плагас у Москві кулі калібру 12,7 мм, випущені важким кулеметом, відскакують від капоту. Насправді такий калібр прошив би авто наскрізь.
- Приблизно на 34-й хвилині один із мертвих солдатів «Амбрелли» дихає. Його гвинтівка припіднімається і опускається на груди.